# Luangana varians
Luangana varians är en mångfotingart som beskrevs av Carl Graf Attems 1953. Luangana varians ingår i släktet Luangana och familjen storjordkrypare.
Artens utbredningsområde är Laos. Inga underarter finns listade i Catalogue of Life.